# Avenue de la Porte-des-Ternes
L'avenue de la Porte-des-Ternes est une voie du 17e arrondissement de Paris, en France.

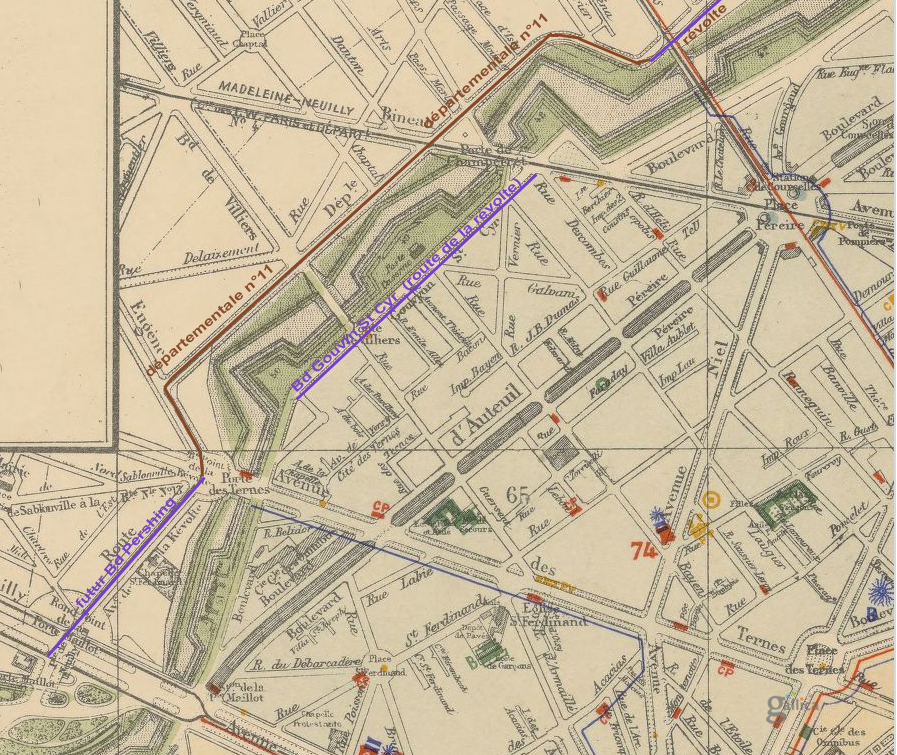
Place de la Révolte, porte des Ternes (1900).

## Situation et accès
L'avenue de la Porte-des-Ternes est une voie publique située dans le 17e arrondissement de Paris. Elle débute place du Général-Kœnig, traverse le boulevard périphérique et ses accès par un large pont, et se termine avenue du Roule à l'entrée de Neuilly.

## Origine du nom
Elle porte ce nom car elle est située en partie sur l'emplacement de l'ancienne porte des Ternes de l'enceinte de Thiers à laquelle elle mène.
La place de la porte des Ternes, bien que située entre l’extrémité de l'avenue des Ternes et l'avenue de la Porte-des-Ternes, est une appellation qui n'existe plus dans la nomenclature officielle des rues de Paris même si les Parisiens l'utilisent toujours.

## Historique

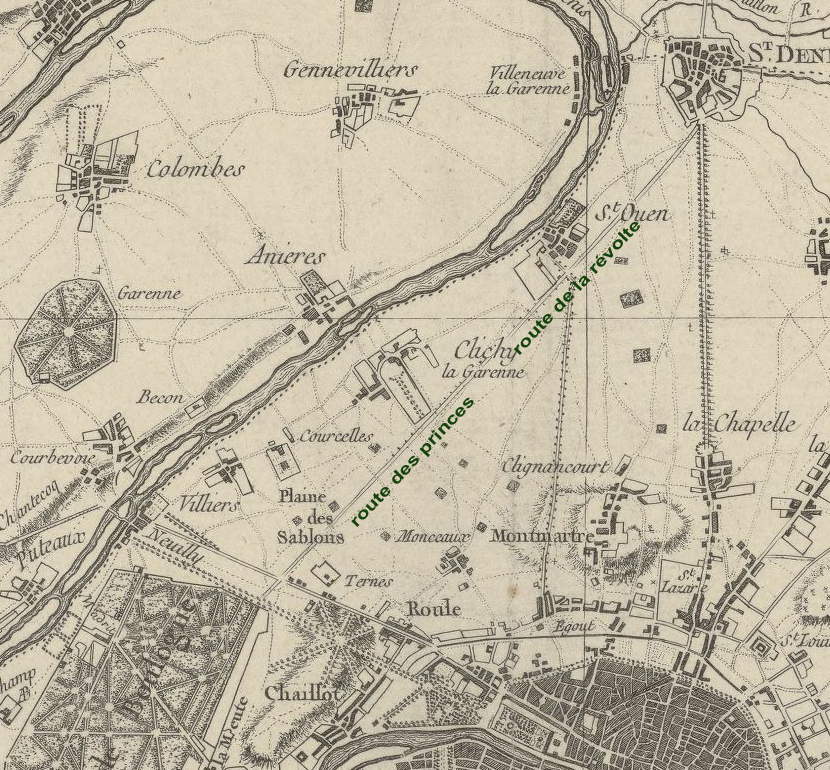
Route de la Révolte sur le plan de Roussel (1730).

Le carrefour qui deviendra la porte des Ternes, au XIXe siècle, existait depuis fort longtemps puisqu'il figure sur la carte des environs de Paris en 1730 à l'intersection de l'avenue des Ternes (alors chaussée de Neuilly ou chemin du Roule) et de la route dite « des Princes ».
Celle-ci venait de l'allée Royale dans le bois de Boulogne, passait par l'actuelle porte Maillot et se prolongeait en ligne droite jusqu'à Saint-Denis. Ce chemin, qui deviendra en 1750 la route de la Révolte et le carrefour prendra alors également le nom de « rond-point de la Révolte ».
En 1844, lors de la construction des fortifications de Thiers, juste un peu en arrière du rond-point de la Révolte, une porte fut aménagée entre les bastions 50 et 51. Elle fut nommée  porte des Ternes alors que le rond-point de la Révolte conserva son nom.
L'avenue de la Porte-des-Ternes faisait alors partie de Neuilly-sur-Seine et resta une partie de l'avenue du Roule, jusqu'en 1929, année du transfert à la Ville de Paris et du renommage de ce tronçon.
La porte des Ternes, prit le nom de « place du Général-Kœnig » en 1978.

## Bâtiments remarquables et lieux de mémoire
L'église Notre-Dame-de-Compassion de Paris est une chapelle qui fut initialement élevée à l'emplacement de la maison où mourut le prince Ferdinand-Philippe d'Orléans, fils du roi Louis-Philippe, à la suite d'un accident de voiture dans lequel il perdit la vie le 13 juillet 1842. Anciennement dénommée chapelle Saint-Ferdinand, elle fut construite en 1843 selon les plans de l'architecte du roi, Pierre-François-Léonard Fontaine. Lors de la construction du palais des congrès de la porte Maillot en 1964, l'édifice a été déplacé d'une centaine de mètres et reconstruit pierre par pierre à cet endroit.

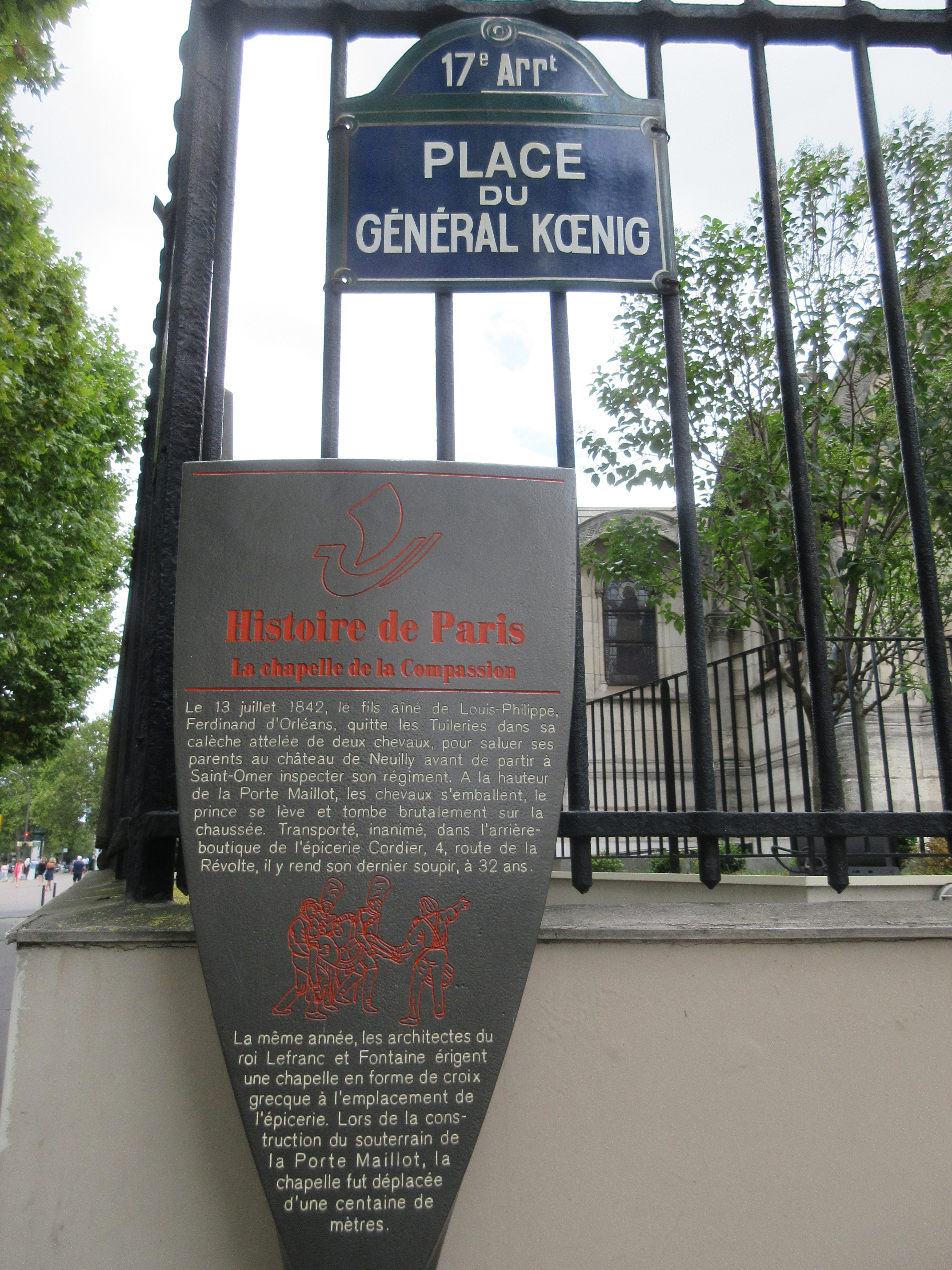
Panneau Histoire de Paris « Chapelle de la Compassion »
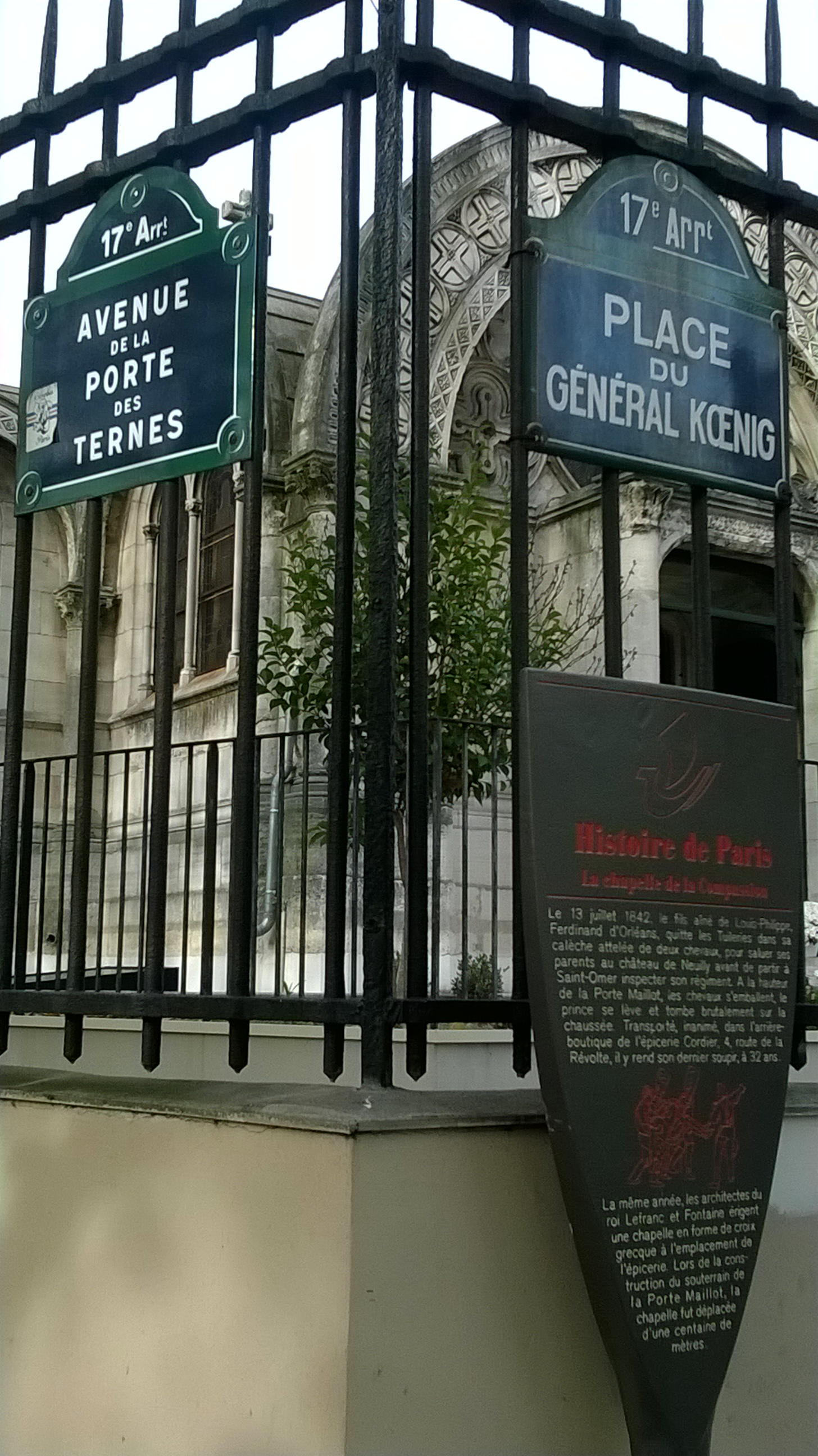
Devant l'église Notre-Dame-de-Compassion de Paris.
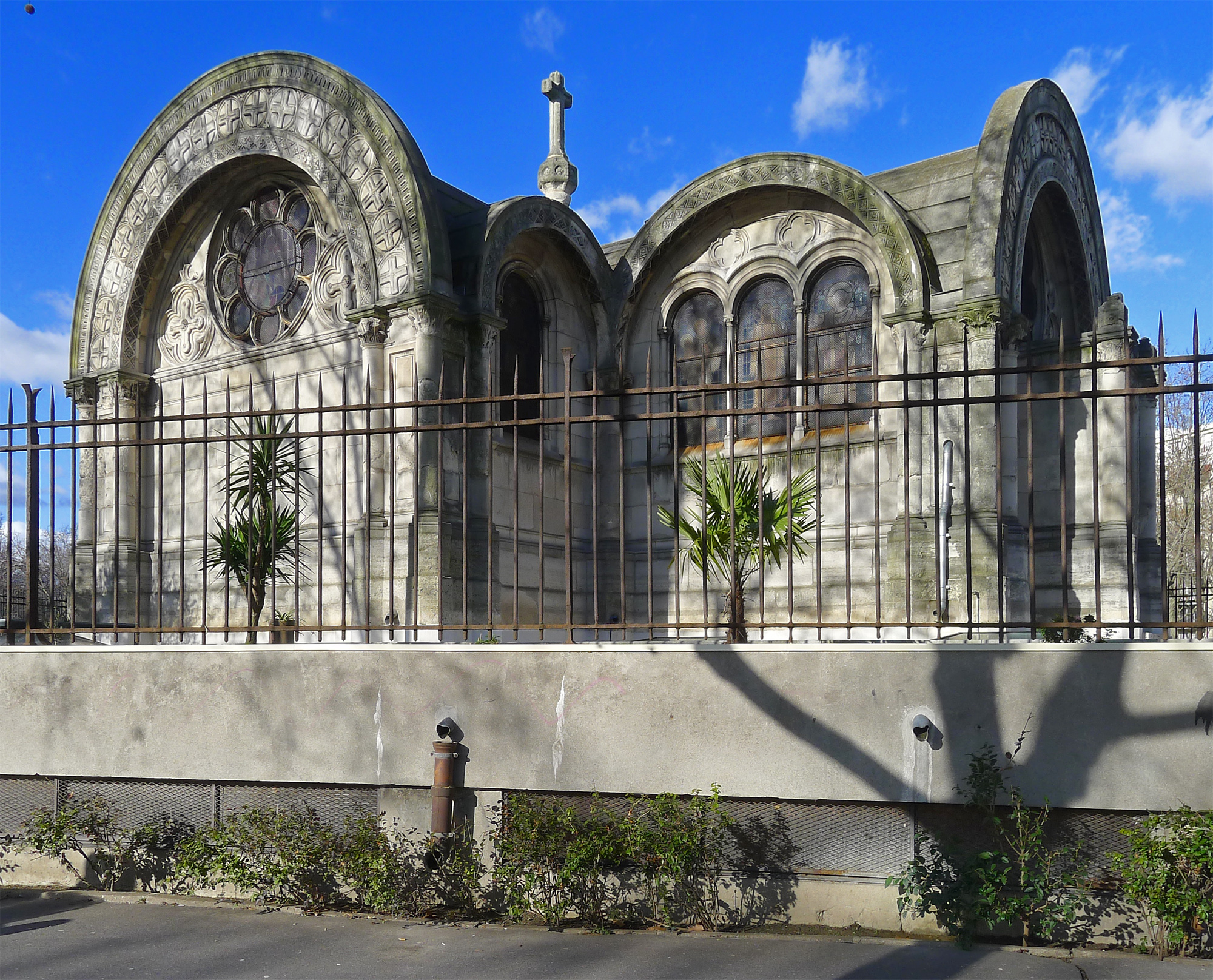
Église Notre-Dame-de-Compassion, vue de l'avenue de la Porte-des-Ternes.